# Alter Markt (Stralsund)
Der Alte Markt in Stralsund ist ein Marktplatz im Stadtgebiet Altstadt und gehört seit 2002 zum UNESCO-Welterbe mit dem Titel Historische Altstädte Stralsund und Wismar.

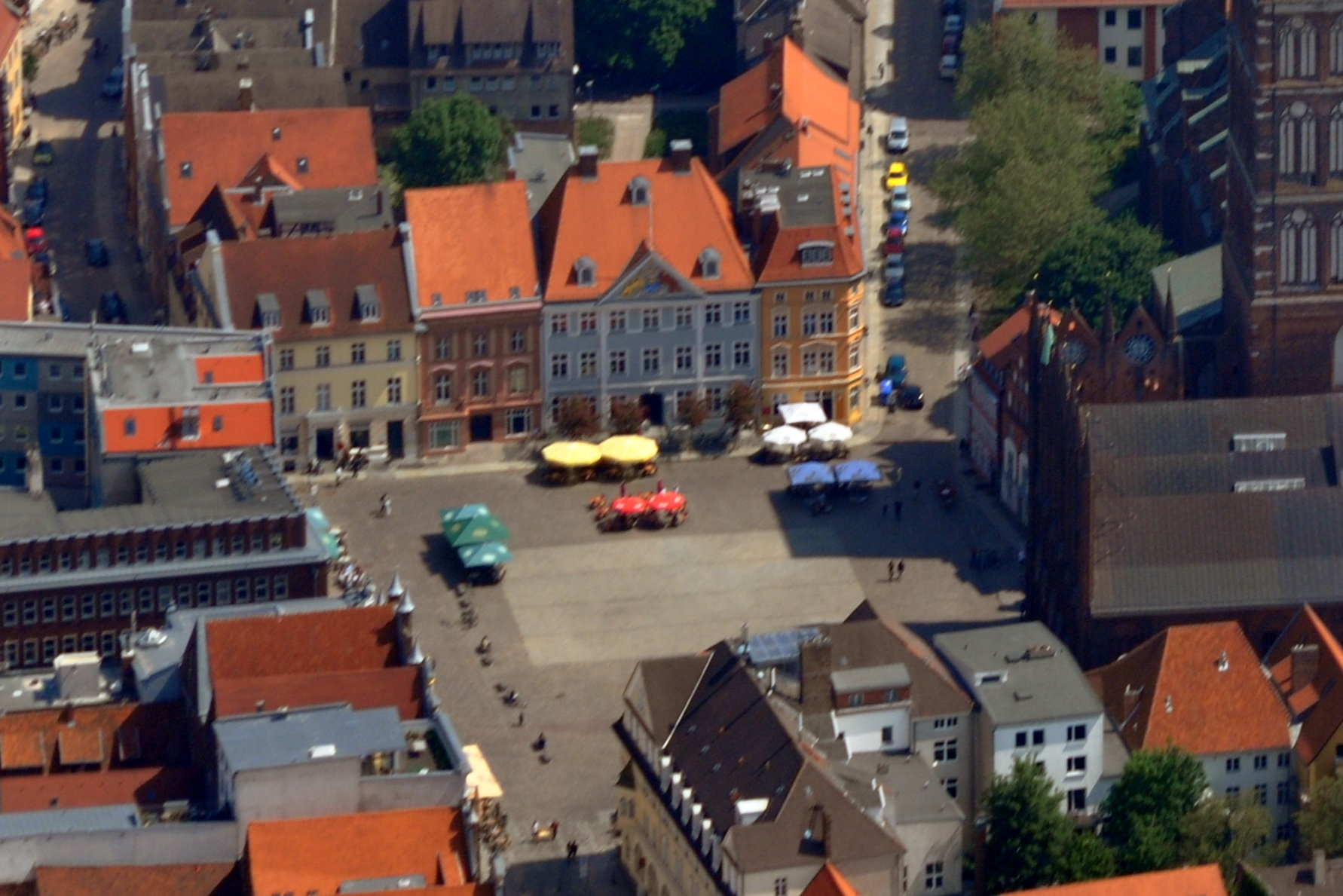
Der Alte Mark, Luftbild (2011), Blick nach Osten

Das Gelände des heutigen Marktplatzes wurde schon um 1200 durch Kaufleute besiedelt, die im Zuge der deutschen Ostexpansion auch in die einst slawische Siedlung Stralow (später: Stralsund) kamen. Das älteste Stralsunder Stadtbuch von 1277 nennt den Platz als forum. Nach der raschen Ausdehnung des Stadtgebietes in Richtung Neustadt mit dem dortigen Neuen Markt wird der Platz forum antiquum, Alter Markt, genannt.

## Anlage
Der 60 mal 80 Meter große Platz wurde rechteckig angelegt. Von ihm führen an den vier Ecken die Semlower Straße, die Külpstraße, die Mühlenstraße und die Ossenreyerstraße ab; gegenüber dem Rathaus führt zudem die Knieperstraße vor eines der zwei erhaltenen Stadttore, das Kniepertor.

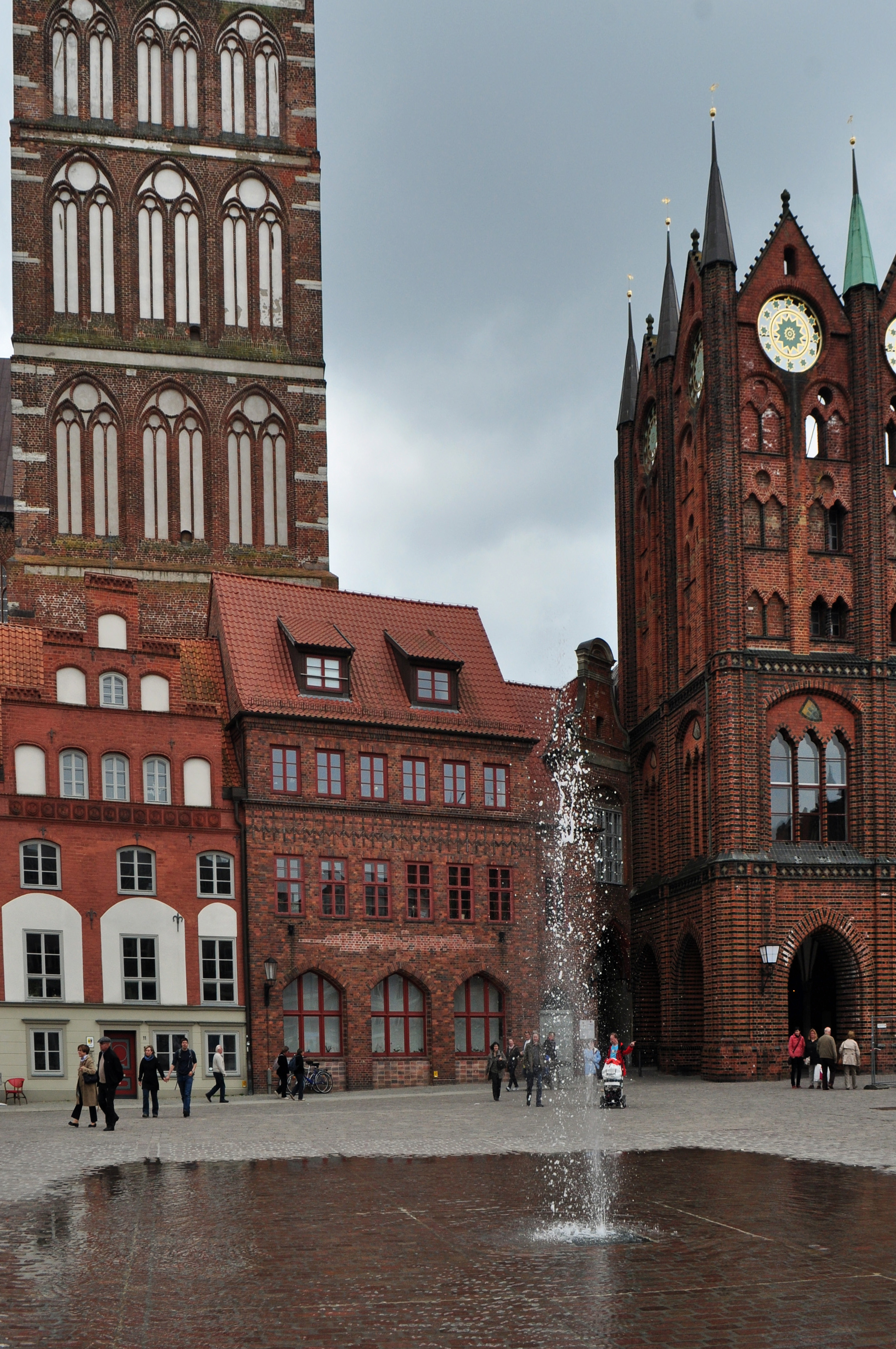
Fontäne auf dem Alten Markt (2013)

## Nutzung
Der Alte Markt diente als Verkaufsplatz ebenso wie als Versammlungsplatz und Gerichtsplatz der 1234 mit dem Lübischen Stadtrecht versehenen Stadt am Strelasund. Der Marktplatz diente als Aufmarschplatz für Fackelmärsche und Vereidigungen. Bei seinem Besuch in Vorpommern im Jahr 2006 wurde der US-Präsident George W. Bush auf dem Alten Markt empfangen.

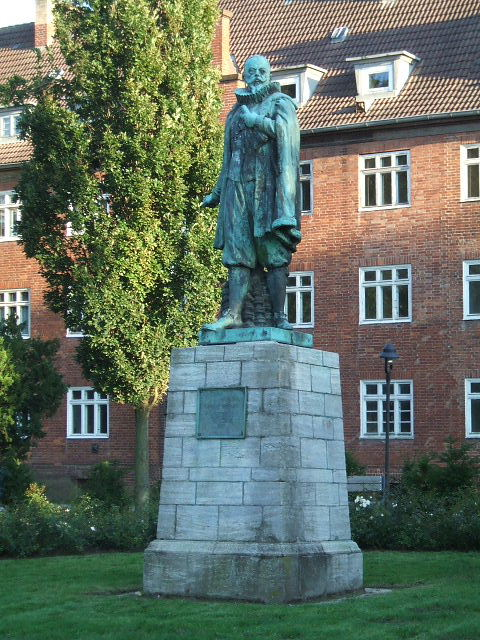
Lambert-Steinwich-Denkmal

Das Lambert-Steinwich-Denkmal stand von 1904 bis 1938 auf dem Alten Markt. Bis zur Einstellung des Straßenbahnbetriebes fuhr die Stralsunder Straßenbahn über den Alten Markt. Auch vom einst hier vorhandenen Brunnen ist nichts mehr erhalten.
Seit dem Jahr 2007 ist der Platz autofrei. In den Sommermonaten wird er von den anliegenden Gaststätten für gastronomische Zwecke genutzt. Die alljährlichen Wallensteintage zur Erinnerung an die Abwehr der Belagerung durch Wallenstein verwandeln den Markt in ein Lager mit Buden und Zelten.
Von 2011 bis Juli 2013 wurde der Alte Markt samt dem westlichen und nördlichen Nikolaikirchhof komplett saniert; die Kosten dafür betrugen 2,7 Millionen Euro, zuzüglich etwa 202.000 Euro, die die SWS Stadtwerke Stralsund in die Erneuerung von Strom-, Wasser- und Gasleitungen investierte. Die Bauarbeiten wurden durch archäologische Grabungen und Untersuchungen begleitet, dabei wurden mittelalterliche Münzen und Schmuck sowie eine Wasserleitung entdeckt. Eine temporäre Wasserfläche mit Fontäne auf dem Markt wurde im Sommer 2012 fertiggestellt.

### Verkaufsplatz
Mit der Verleihung des Stadtrechts war auch das Marktrecht verbunden. Die ersten Anfänge der Stralsunder Stadtbefestigungen in Palisadenform dienten vor allem auch dem Schutz des Marktes; nur unter der Voraussetzung eines solchen Schutzes waren auch die Händler willens, das Risiko des Transports der Waren nach Stralsund einzugehen. Der Markt stand unter dem Schutz des Landesfürsten, was während der Markttage durch das Aufziehen der fürstlichen Fahne verdeutlicht wurde. Später wurde die Fahne durch eine solche an einem Kreuz ersetzt, an dem auch die fürstlichen Insignien (Hut, Schild, Handschuh und Schwert) angebracht waren; die Verletzung des Marktfriedens wurde mit einer Buße von 60 Schillingen und öffentlichem Bann bestraft.
Zahlreiche Buden waren im Mittelalter am Marktplatz aufgestellt, das älteste Stadtbuch erwähnt drei Schusterbuden und mehrere Krämerbuden. Auf dem Markt selbst standen Verkaufsstände der Bäcker, Haaken, Fleischer, Gewandschneider und Pelzer, Gärtner, Fischer, Höpfner usw. Oberaufsicht über die Einhaltung der Marktvorschriften führte ein Ratsherr mit zahlreichen Dienern.
Die Funktion des Handelsplatzes büßte der Markt mit der Eröffnung zahlreicher Geschäfte (auch das Rathaus Stralsund wurde zuvorderst als kophus (Kaufhaus) genutzt) ein.

### Versammlungsstätte
Der Marktplatz wurde seit Stadtgründung auch als öffentlicher Versammlungsraum genutzt. Im 13. Jahrhundert fand dreimal im Jahr ein etting statt, eine feierliche Ratsversammlung, die jeweils am Jahresbeginn mit der Wahl des Rates endete. Nach dem etting wurde die Bursprake, einer Zusammenstellung von Vorschriften, verlesen. Aus den Jahren 1444 bis 1693 sind 24 burspraken zu Martini im Stralsunder Stadtarchiv belegt. Die Verlesung erfolgte zunächst in Latein, dann in Plattdeutsch und zuletzt in Hochdeutsch als Bürgersprache.
Auf dem Markt wurden auch die Gäste der Stadt wie auch ihre siegreichen Eroberer empfangen. Karsten Sarnow brachte die von ihm geschlagenen Piraten 1391 in Fässern auf den Markt und wurde von der jubelnden Menge empfangen. Zwei Jahre später wurde er – wieder unter dem Jubel der Bevölkerung – hier hingerichtet. Ladewig Fischer bestieg auf dem Markt am 12. April 1525 eine Fischbank und rief der aufgebrachten Menge von hier zu, sie möge sich jetzt und hier zur Reformation bekennen oder aber zum alten Glauben, und rettete damit dem Bürgermeister Franz Wessel möglicherweise das Leben während des Aufruhrs. Am 12. April 1628 schworen hier die Ratsmitglieder, Altermänner, Hundertmänner und Offiziere und Beamte der Stadt dem Ratsherren Jusquinus von Gosen, der drohenden Belagerung durch die Truppen der katholischen Liga unter Wallenstein zu trotzen.

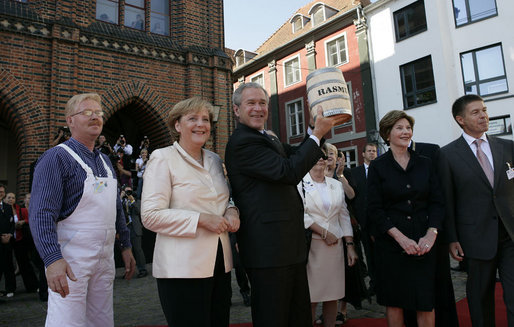
A. Merkel, George W. Bush auf dem Alten Markt

Der Marktplatz wurde von den Nationalsozialisten ebenso genutzt wie später von der regierenden SED, und 1989 fanden hier Demonstrationen statt, die zur politischen Wende in der DDR beitrugen. Bei seinem Besuch in Vorpommern im Sommer 2006 wurde der US-Präsident George W. Bush auf dem Alten Markt von Bundeskanzlerin Angela Merkel und Stralsunds Oberbürgermeister Harald Lastovka empfangen.

### Gerichtsplatz
Der Markt diente auch von Beginn an als Richt- und Gerichtsplatz. Der kaak diente als Pranger für Diebe und Huren; noch bis ins 17. Jahrhundert stand an der Ecke zur heutigen Mühlenstraße, die damals noch Hinter dem Esel hieß, ein hölzerner Esel mit scharfem eisernen Rücken, auf dem Verurteilte sitzen mussten.
Auch Richtstätte war der Markt, so für Karsten Sarnow 1393, der hier hingerichtet wurde, und für Raven Barnekow, der 1453 hier an die Füße eines Pferdes gebunden und von diesem durch die Straßen gezogen wurde. Der lübische Baum, der sich zuerst auf dem Markt befunden hatte, wurde bald ins Rathaus und später endgültig auf den Galgenberg, den höchsten Punkt der Stadt Stralsund, verlegt.

## Gebäude
Zahlreiche unter Denkmalschutz stehende Gebäude säumen den Alten Markt. Nur wenige besitzen noch das ursprüngliche, mittelalterliche Aussehen. Der Stadtbrand von 1680 zerstörte einige der Gebäude, so den ursprünglichen Artushof, beim Bombenangriff auf Stralsund am 6. Oktober 1944 wurden weitere Gebäude beschädigt und zu DDR-Zeiten durch andere ersetzt.

### Südseite
Das Rathaus Stralsund mit seiner dem Markt zugewandten gotischen Schaufassade steht auf der Südseite des Marktes und ist zweifellos eines der imposantesten Bauwerke. Der Profanbau stammt aus dem 13. Jahrhundert. Hinter dem Rathaus erhebt sich die evangelische Pfarrkirche St. Nikolai mit ihren beiden Kirchtürmen, deren südlicher 103 Meter misst.
Links vom Rathaus steht ein schmales mittelalterliches Gebäude mit barockem Volutengiebel; der einst vermauerte Durchgang wurde bei der Sanierung nach 1990 geöffnet und erlaubt den Gang vom Alten Markt direkt auf den zum Westportal der Nikolaikirche führenden Kirchhof. Im Gebäude war einst eine Waage untergebracht.
Links neben diesem Gebäude steht das Haus Nr. 10, das 1930 durch Umgestaltung des Minervahauses von 1865 entstand. Es beherbergte von 1931 bis 1945 die Polizeistation und von 1945 bis heute Teile der Stadtverwaltung. Von 1959 bis 1995 befand sich hier auch ein Reisebüro.
Der Alte Markt 11 wurde im 15. Jahrhundert gebaut und Anfang des 16. Jahrhunderts sowie von 1891 bis 1893 umgestaltet. Dabei wurden die 14 Terrakottafliesen aus der Werkstatt Statius von Dürens durch Nachbildungen ersetzt. Heute befindet sich in dem dreigeschossigen, dreiachsigen Gebäude ein Notariat.
Aus den Jahren 1973 bis 1975 stammt das links daneben gelegene Gebäude Alter Markt 12.
Den Abschluss der östlichen Häuserreihe bildet links neben Nr. 12 das 1701 errichtete Durchgangsgebäude zur Nikolaikirche. Anfang der 1980er Jahre wurde es bis auf die Fassade abgerissen. 1997 wurde das Gebäude mit einem Glasdach wieder aufgebaut.
|                    |                |                |                |                       |                   |
| Nikolaikirchportal | Alter Markt 12 | Alter Markt 11 | Alter Markt 10 | Stadtwaage am Rathaus | Rathaus Stralsund |

### Ostseite

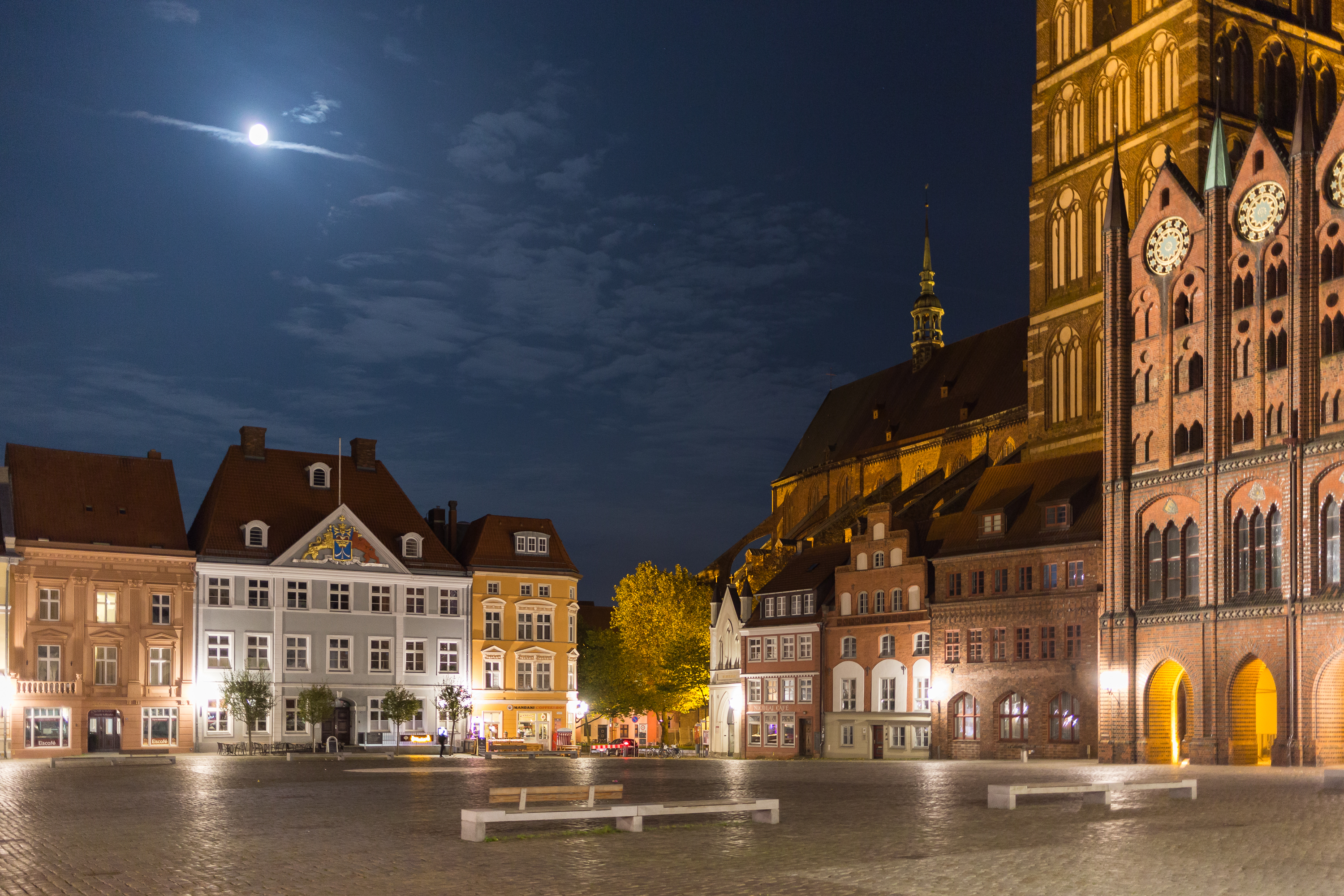
Alter Markt Stralsund

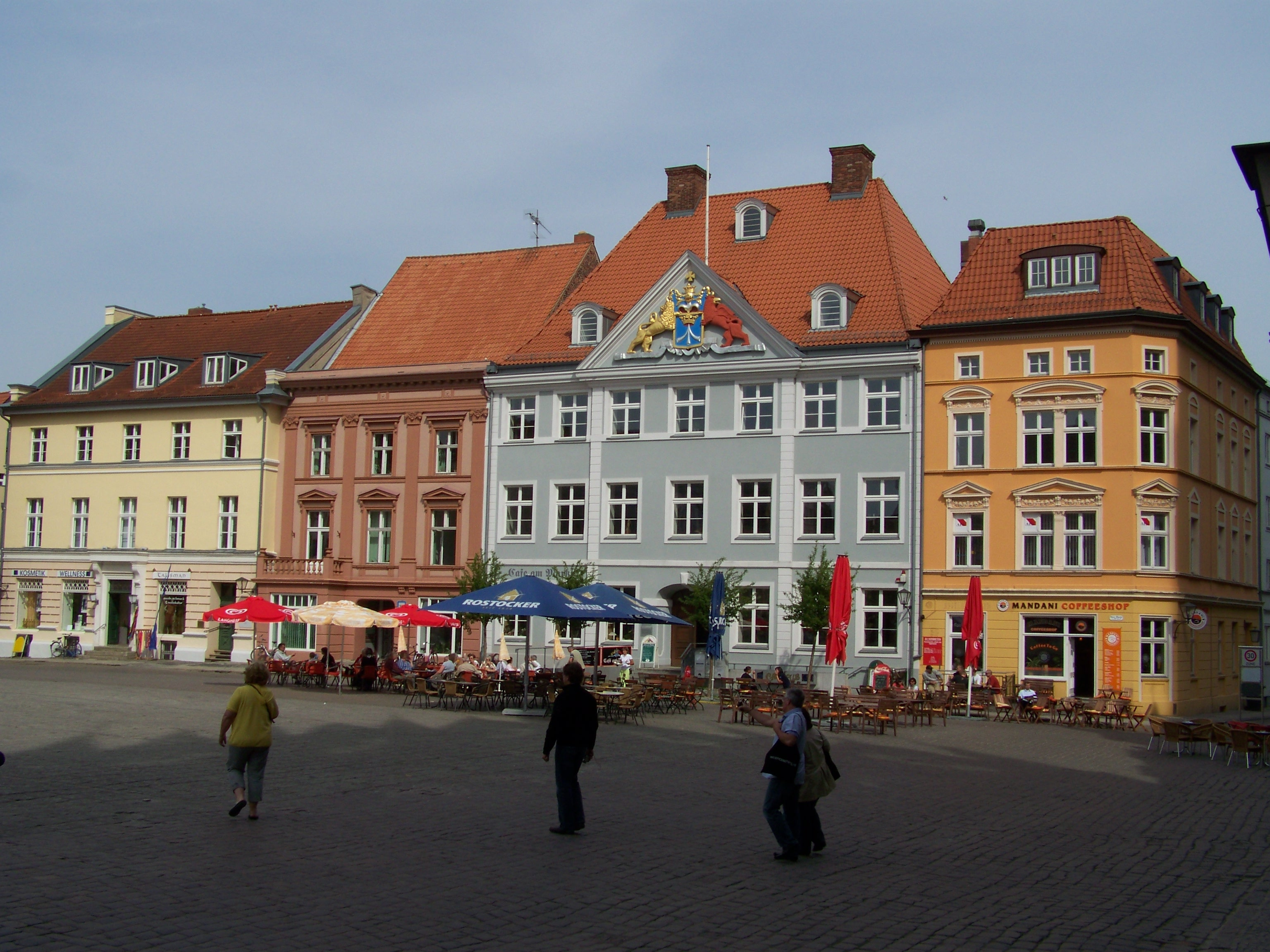
Ostseite

Alter Markt 13 ist die Adresse des rechts außen, an der Ecke zur Semlower Straße gelegenen dreieinhalbgeschossigen Putzbaus, das 1876 anstelle eines gotischen Giebelhauses errichtet wurde.
Links daneben befindet sich das Commandantenhus, das als Sitz der schwedischen Kommandantur während der 200-jährigen Zugehörigkeit Stralsunds zum Königreich Schweden in den Jahren 1748 bis 1751 gebaut wurde. Zu DDR-Zeiten diente das Traufenhaus der Volksmarine als Haus der Armee für festliche Anlässe und als Gaststätte. 2002/2003 wurde es umfassend saniert. Das am Giebel zu sehende schwedische Wappen Stralsunds ist eine Nachbildung des Anfang des 20. Jahrhunderts verschwundenen Originals.
Ein im Kern mittelalterliches Gebäude ist das Nachbarhaus Nr. 15, ein dreigeschossiges Traufenhaus. Die Fassade wurde im 19. Jahrhundert umgestaltet und das Haus 1992 saniert. Es wird von der Stadtverwaltung genutzt.
Den Abschluss der Häuserreihe bildet das an der Ecke zur Fährstraße gelegenen Haus Nr. 16. Das dreigeschossige Haus mit dem Giebel zur Fährstraße stammt aus dem Jahr 1758 und wurde im 19. Jahrhundert überformt. Hier befand sich das beliebte Café Mehlert; als solches ist das Gebäude noch heute vielen Stralsundern bekannt. Eine umfangreiche Sanierung wurde 2002 abgeschlossen.

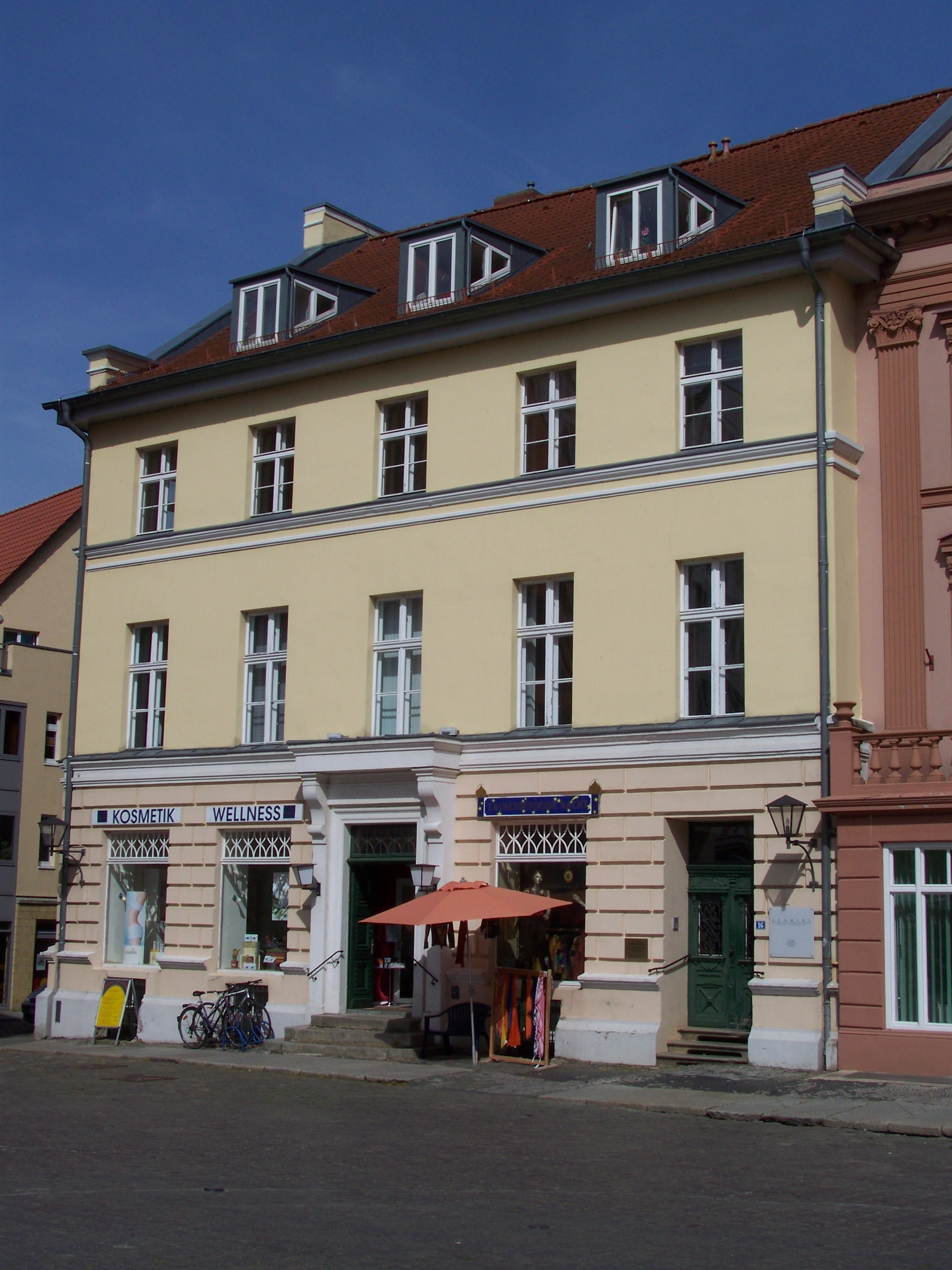
Alter Markt 16
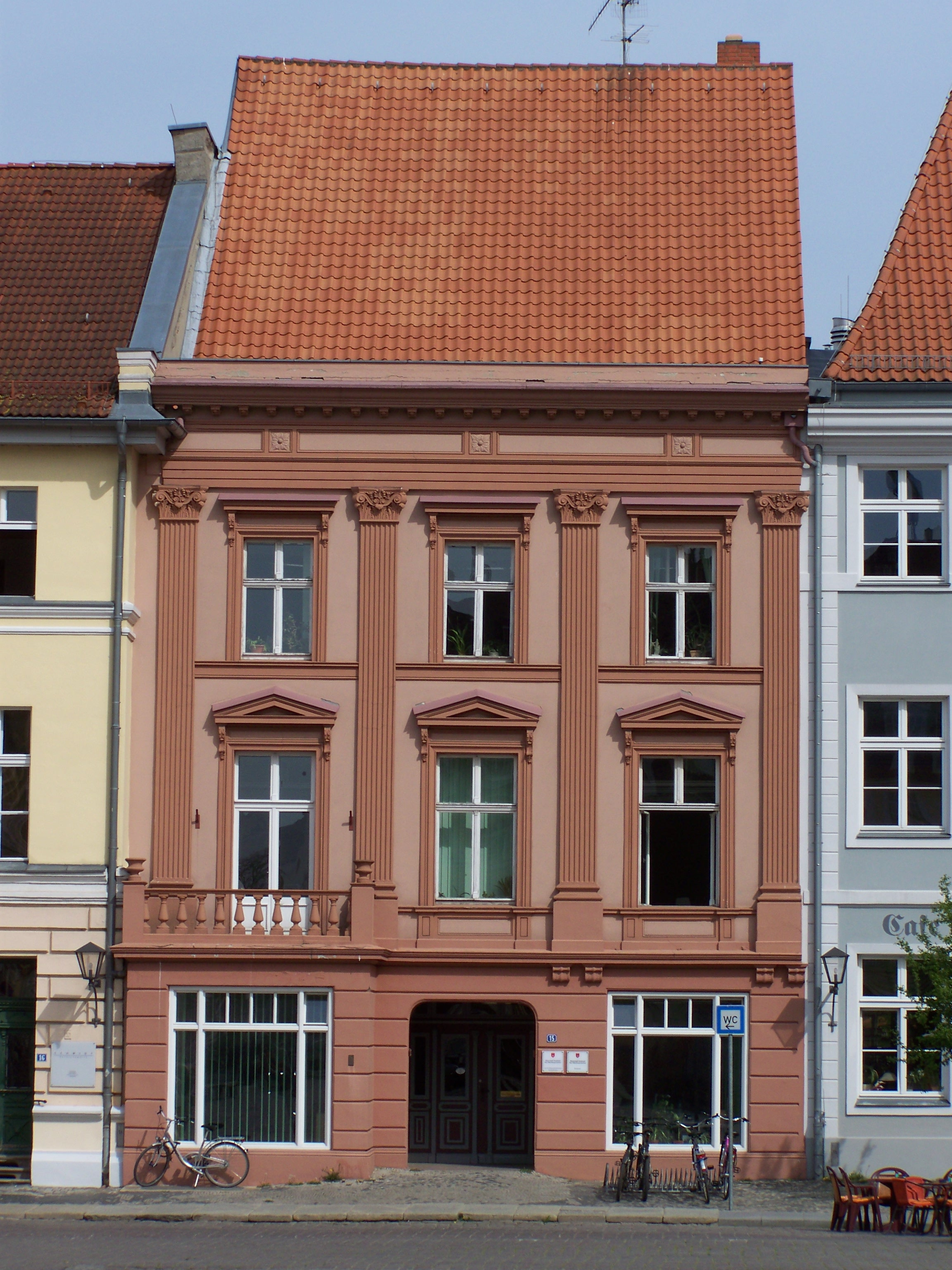
Alter Markt 15
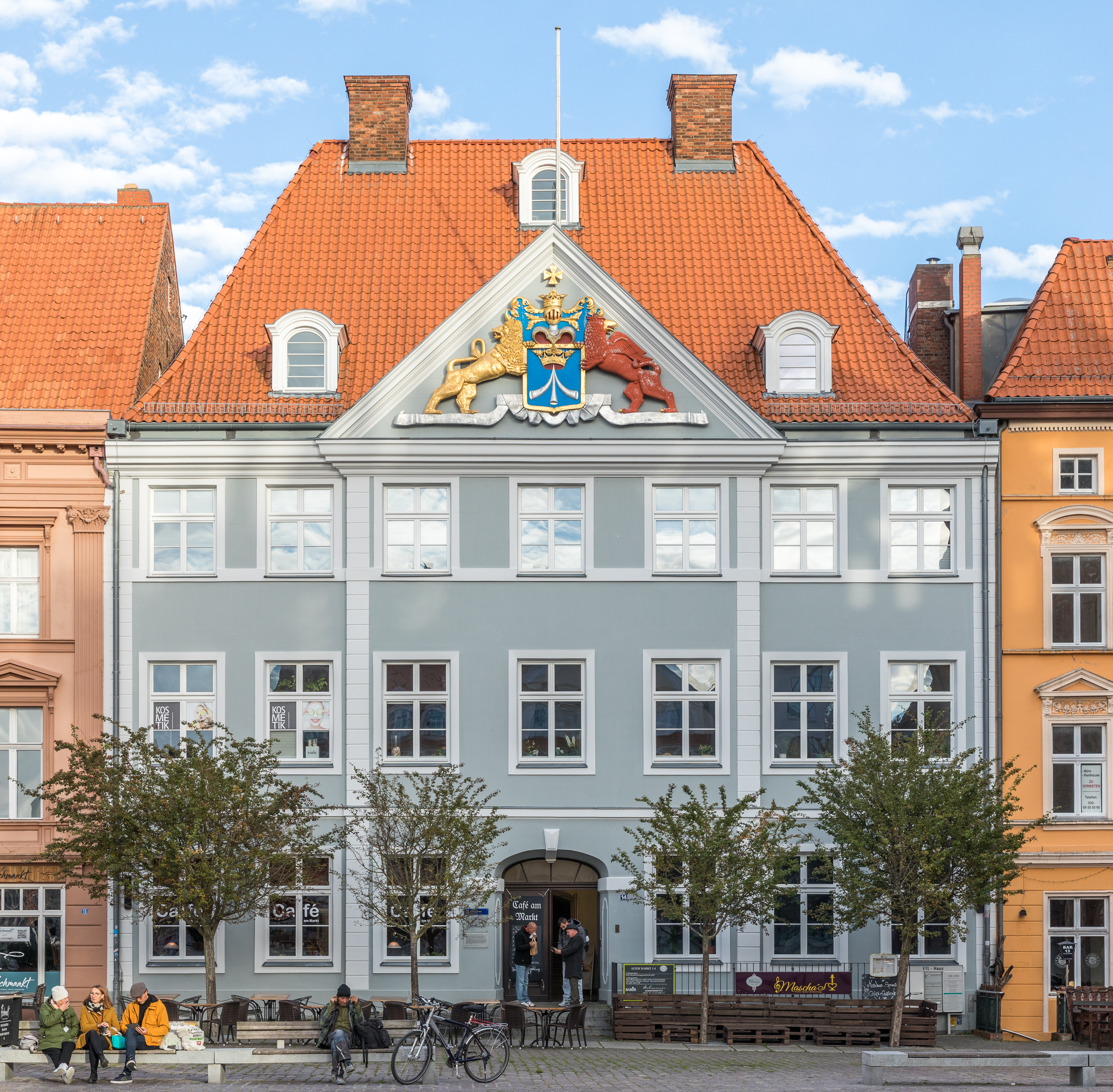
Alter Markt 14
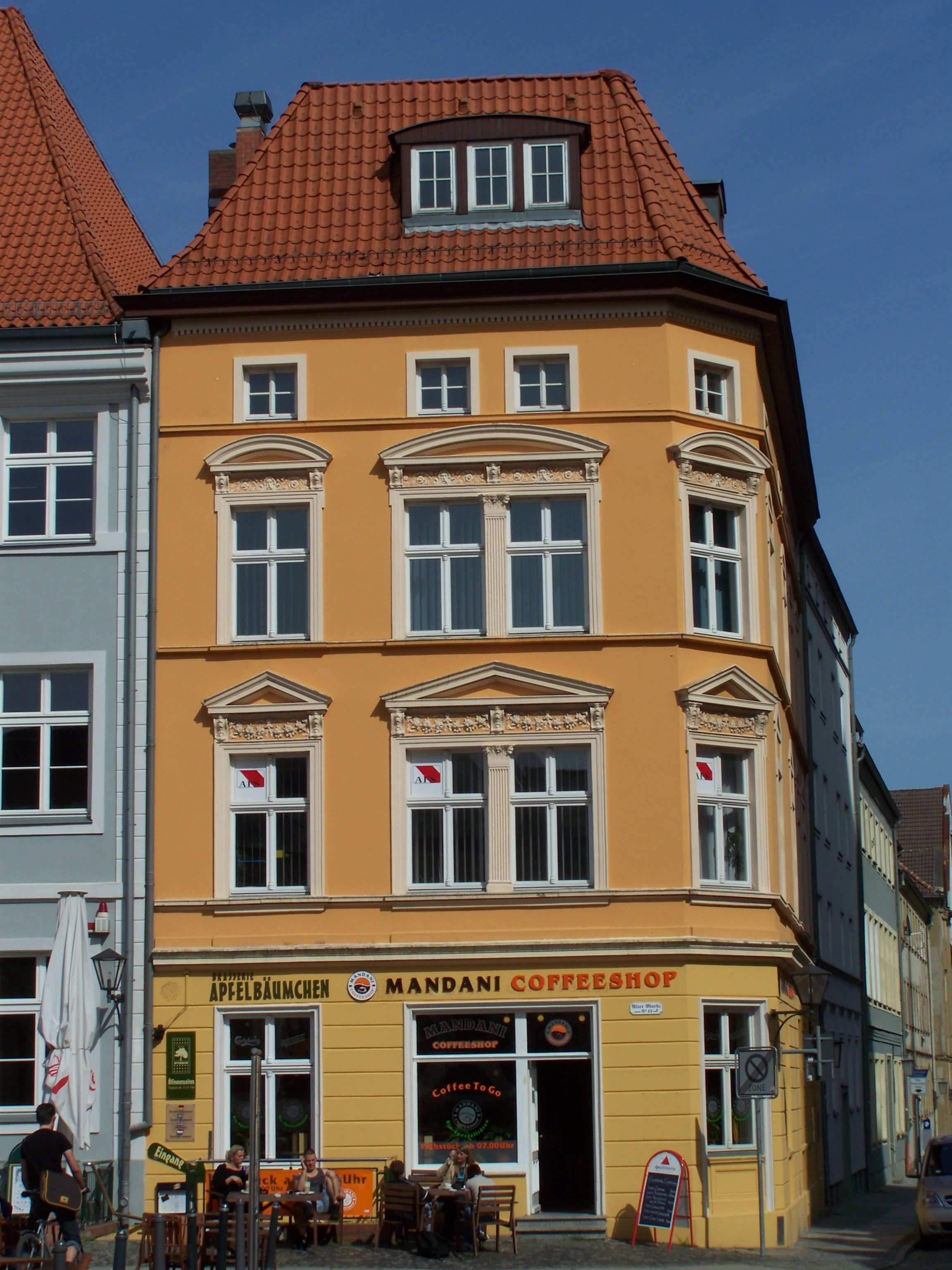
Alter Markt 13

### Nordseite
Die Nordseite des Alten Marktes ist geprägt durch die Nr. 3, einen aus DDR-Zeiten stammenden Plattenbau, dessen Grundsteinlegung am 23. November 1983 erfolgte, nachdem am 22. Juli 1982 das dort stehende baufällige Gebäude des Hotels Goldener Löwe gesprengt wurde. Das Hotel war im 18. Jahrhundert errichtet worden. Der Abschluss der Sanierung des Gebäudes erfolgte im April 2003.
Links davon steht das Gewerkschaftshaus mit der Adresse Alter Markt 4. Das Gebäude wurde 1929/1930 nach einem Entwurf Adolf Thesmachers für die Provinzialbank Pommern im Stil der Neuen Sachlichkeit als viergeschossiges, ziegelsichtiges Haus mit vorgelegter Freitreppe errichtet. Zuvor befand sich hier das 1833/1834 errichtete Stadttheater Stralsund.
Die vom Markt abführende Knieperstraße führt direkt auf das Kniepertor. An der Ecke Alter Markt/Knieperstraße befindet sich (mit Adresse Knieperstraße 20) ein 1866 um ein Stockwerk erhöhtes Gebäude, dessen Fassade beim Umbau im Stile der Neurenaissance umgestaltet wurde. Das Haus wurde nach 1990 umfassend saniert.
Die Nr. 5 ist das gegenüber dem Rathaus gelegene Wulflamhaus, ein vor 1358 errichtetes Giebelhaus, das der einflussreichen Familie Wulflam gehörte, die mit Bertram Wulflam und dessen Sohn Wulfhard Wulflam zwei Bürgermeister Stralsunds stellte.
Das links neben dem Wulflamhaus gelegene Gebäude wurde 1357 gebaut. Das Grundstück Alter Markt 6 gehörte ab 1334 den Brüdern Wulflam. Um 1650 wurde das Haus barock umgestaltet und im 19. und 20. Jahrhundert mehrfach umgebaut. 1997/1998 erfolgte eine umfassende Sanierung; seitdem beherbergt das Gebäude die Ratsapotheke.
Den Abschluss der Gebäudereihe zur Mühlenstraße hin bildet das Gebäude Alter Markt 7, ein im 19. Jahrhundert gebautes Haus, das zunächst als Hotel und später als höhere Töchterschule genutzt wurde. Hier unterrichtete u. a. Rudolf Baier. Das Haus stand jahrelang leer und verfiel. Bei der Sanierung 2002/2003 konnte nur die Fassade gerettet werden.

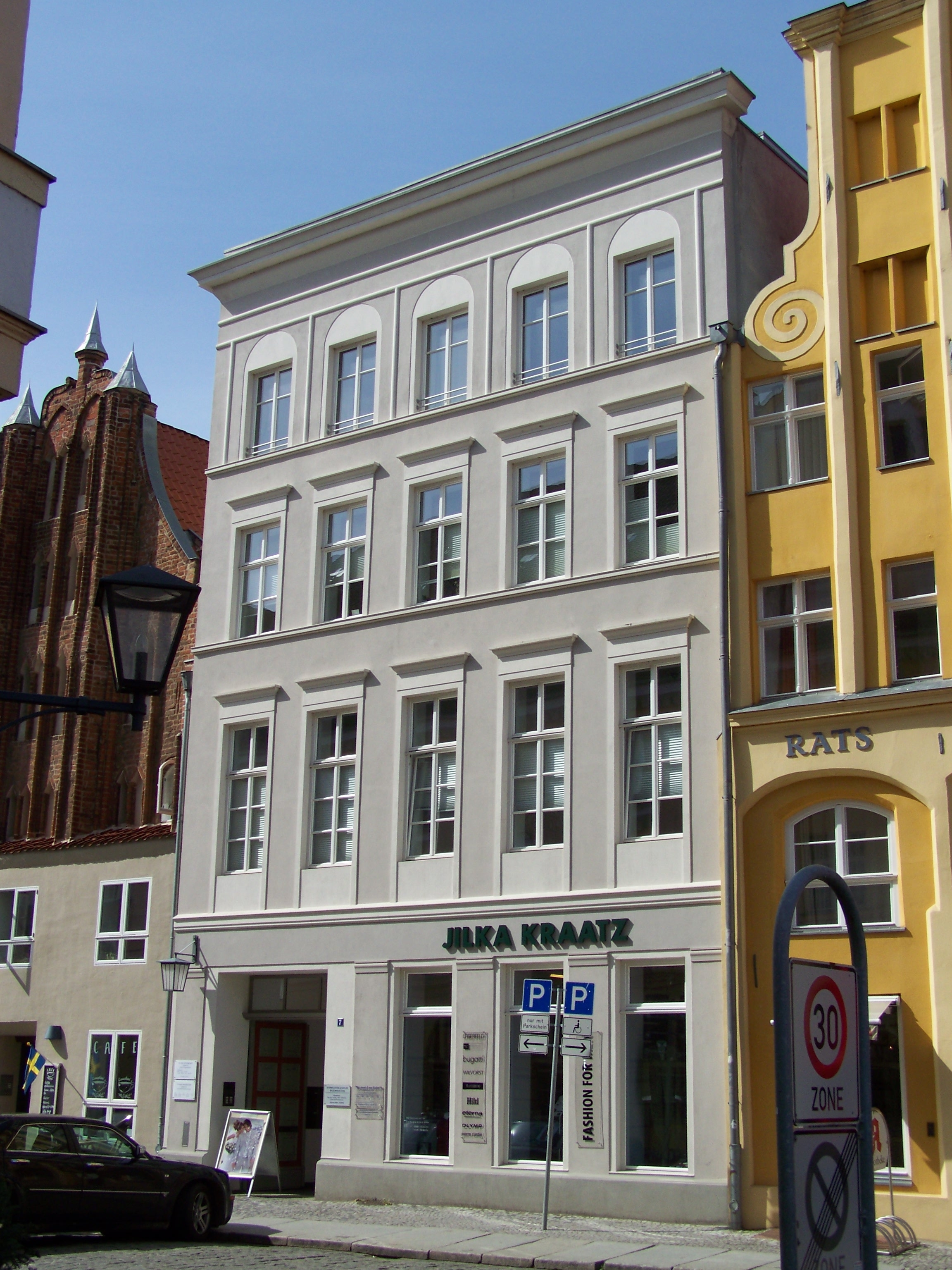
Alter Markt 7
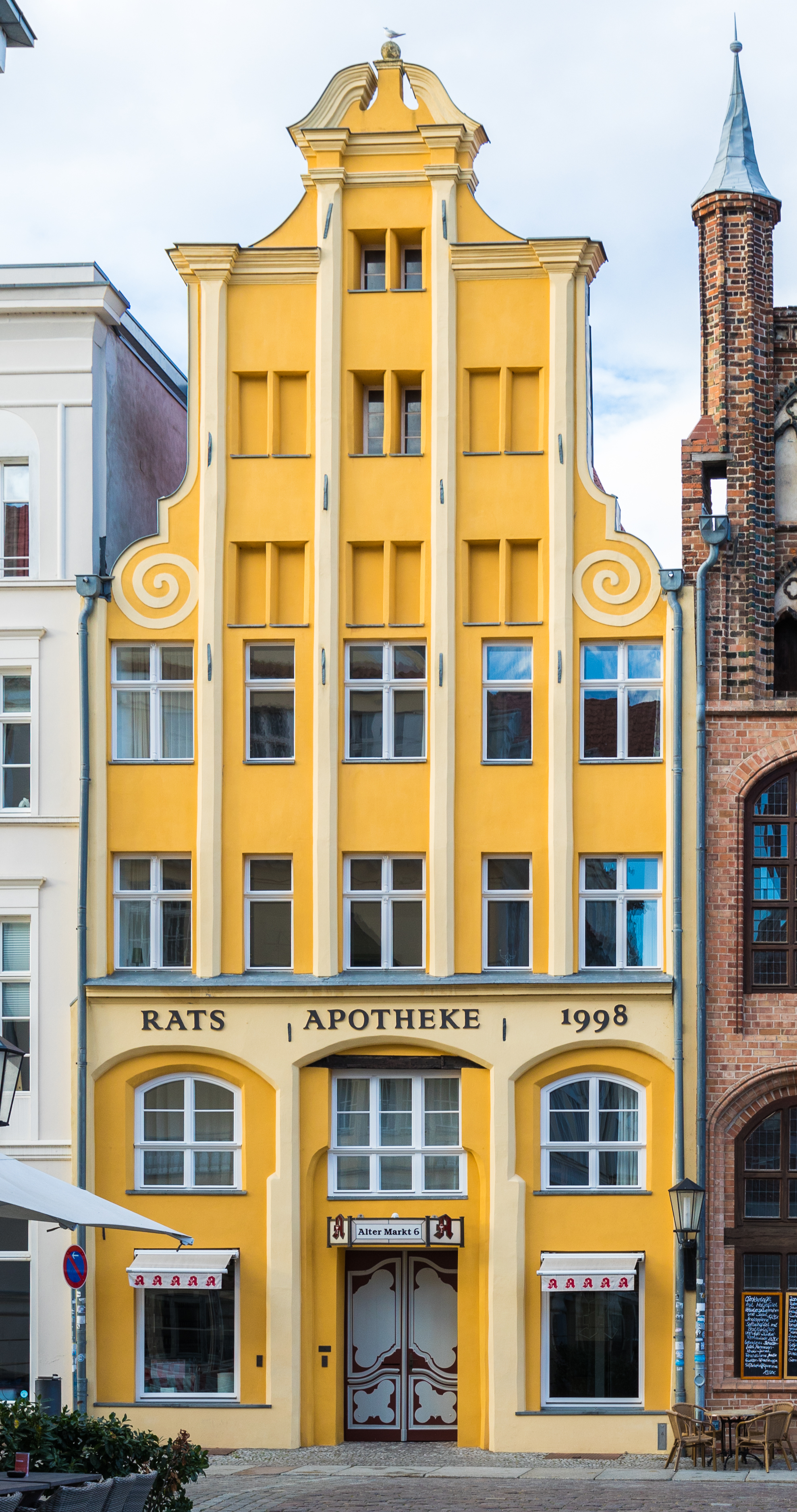
Alter Markt 6
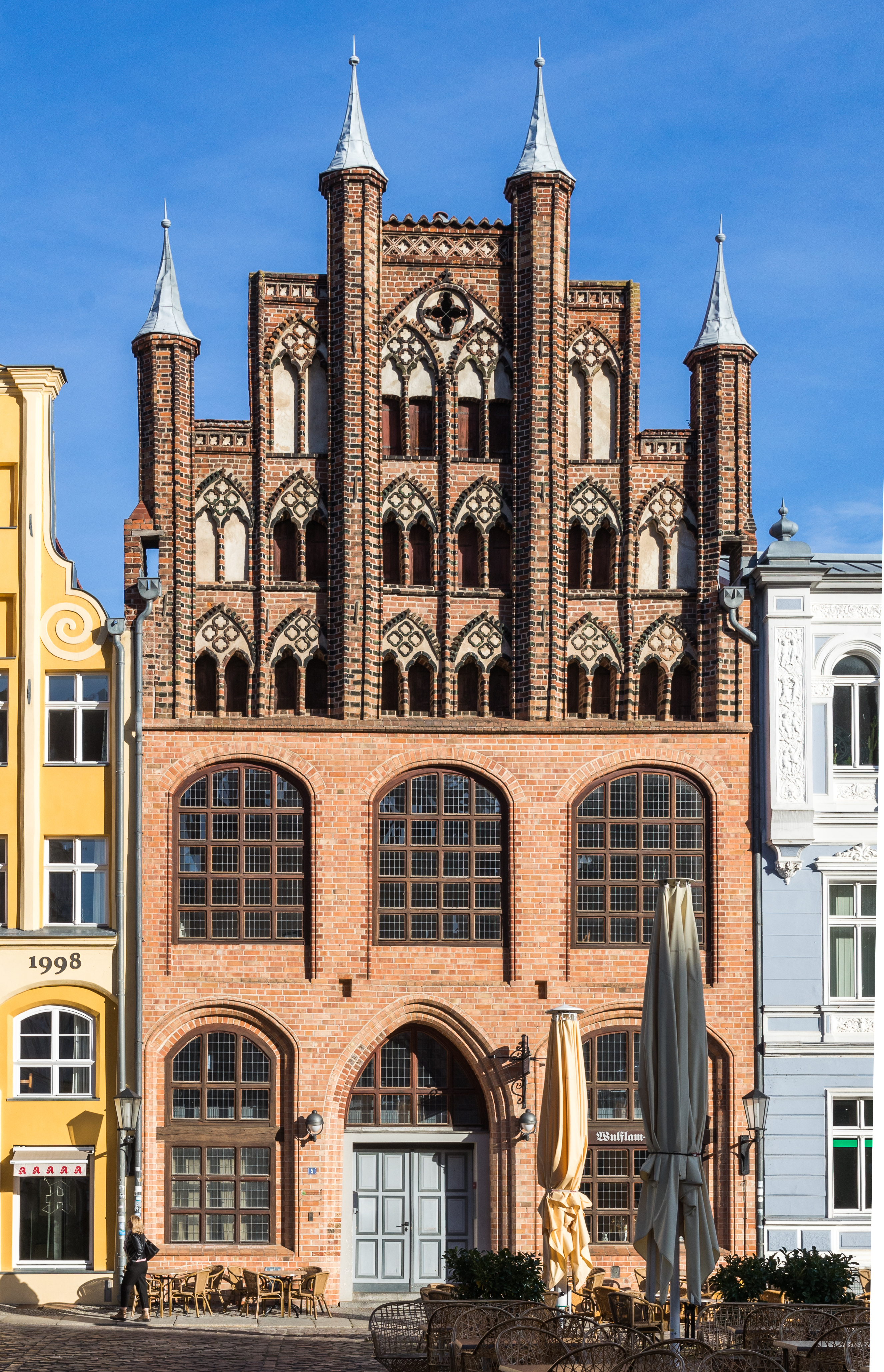
Alter Markt 5
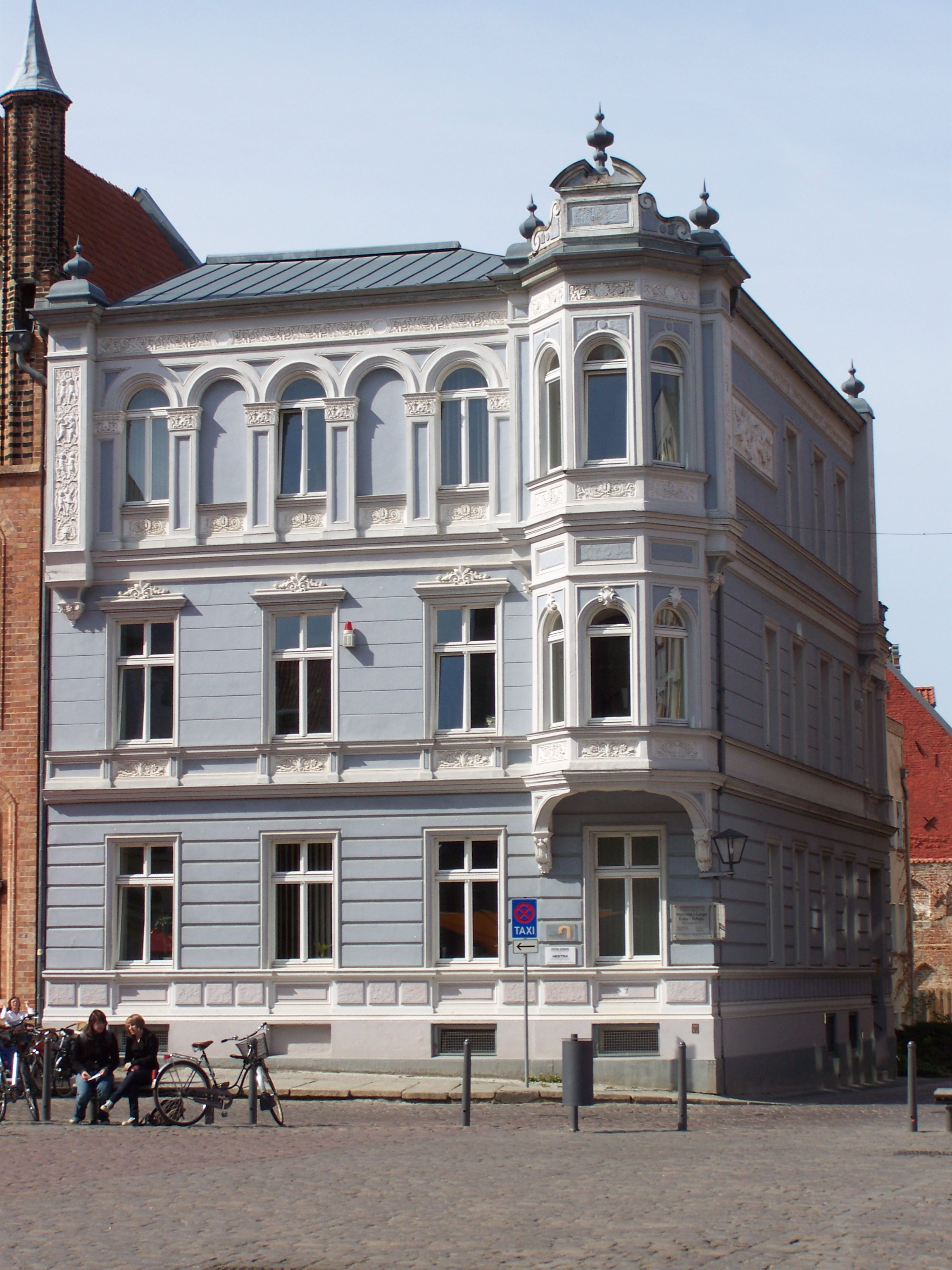
Knieperstraße 20
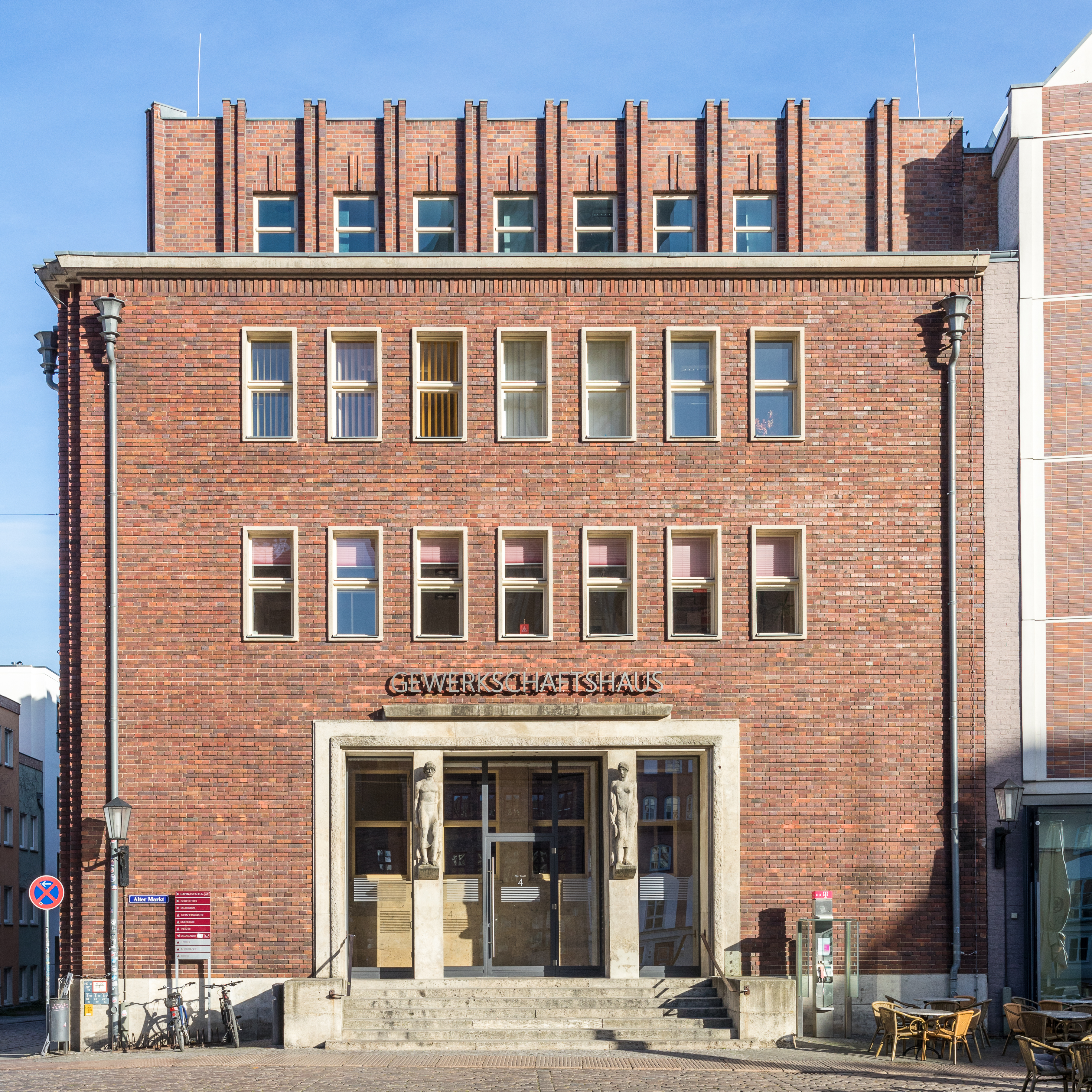
Alter Markt 4
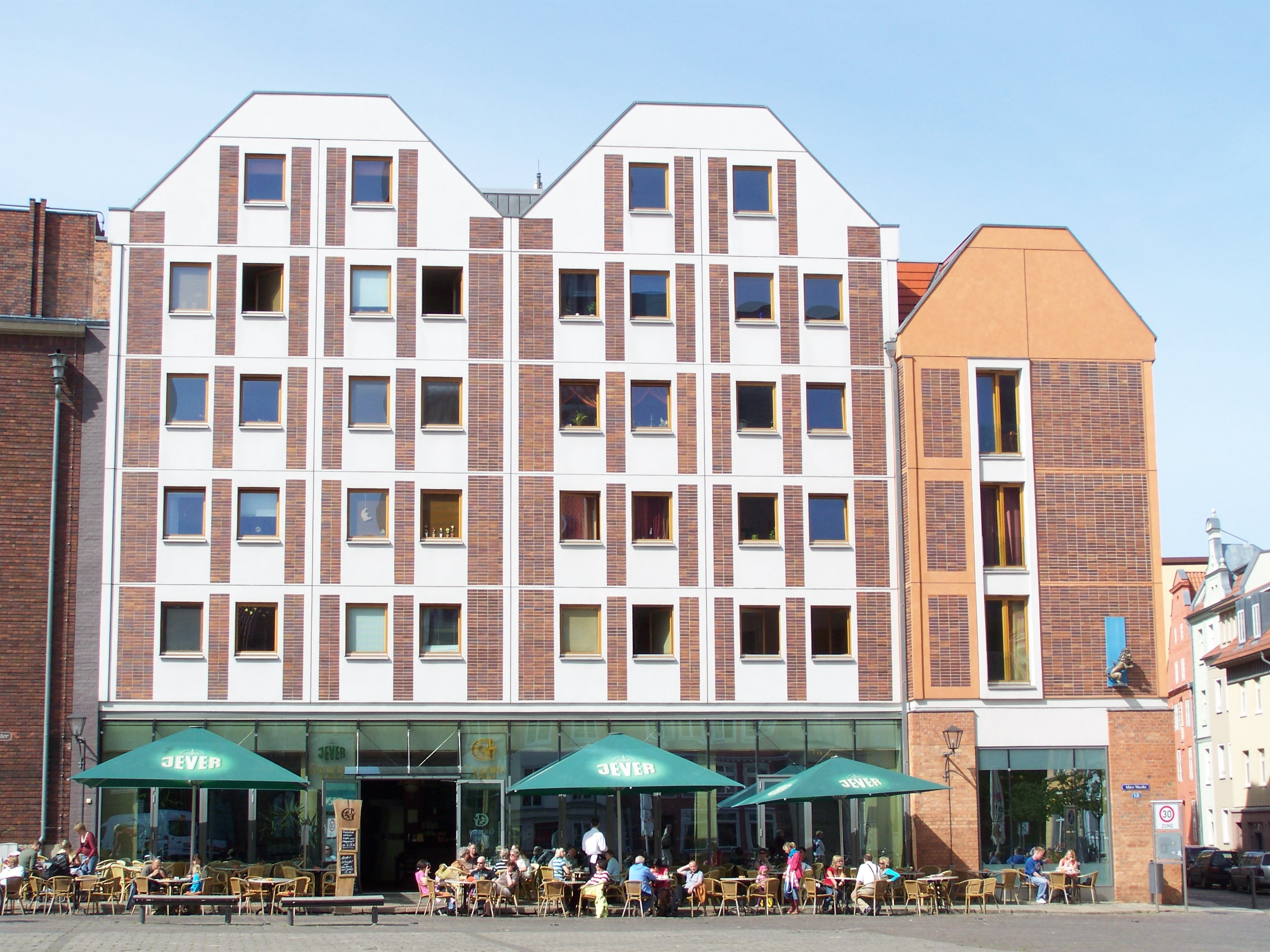
Alter Markt 1–3
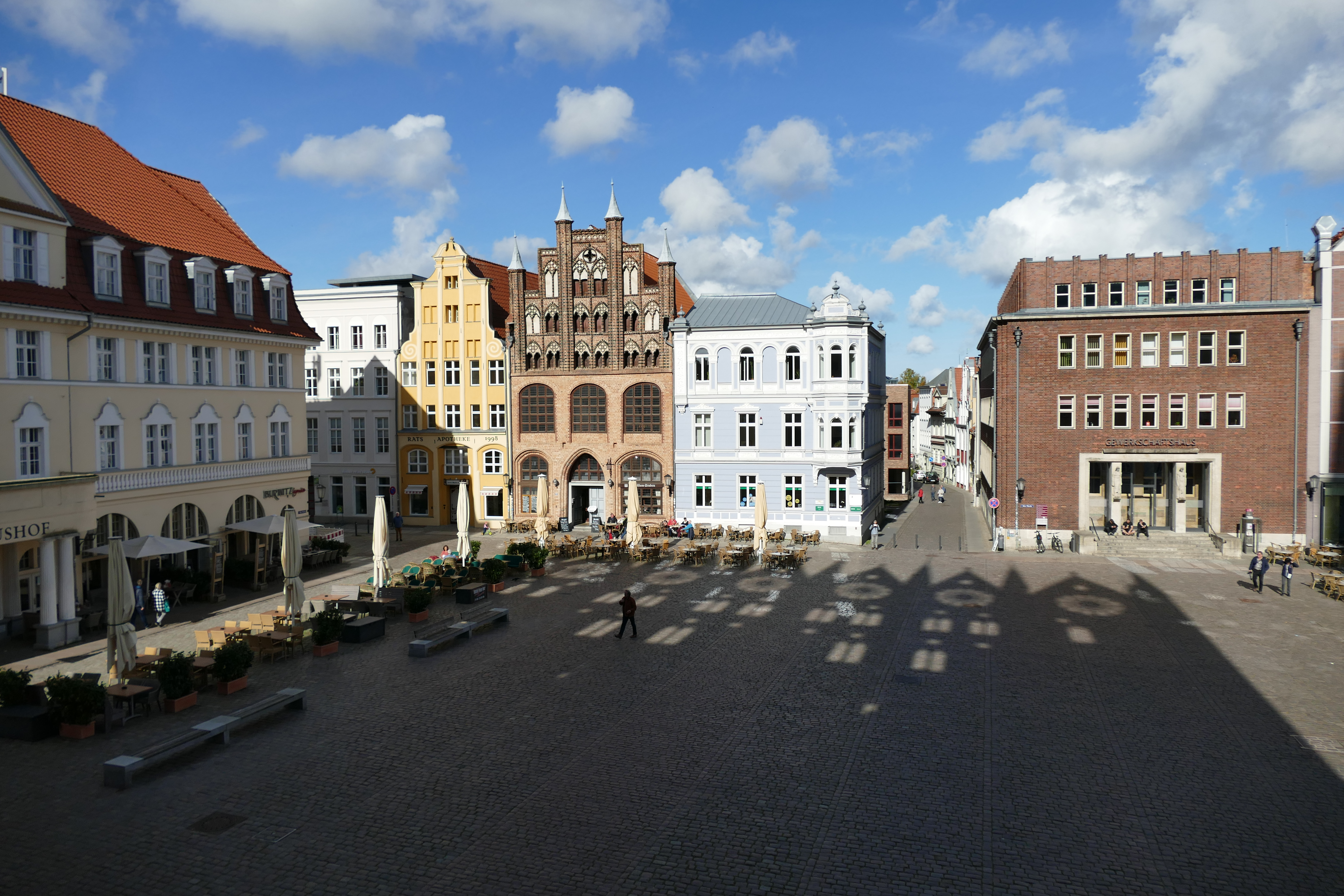
Sicht vom Löwnschen Saal im Rathaus auf den Alten Markt

### Westseite

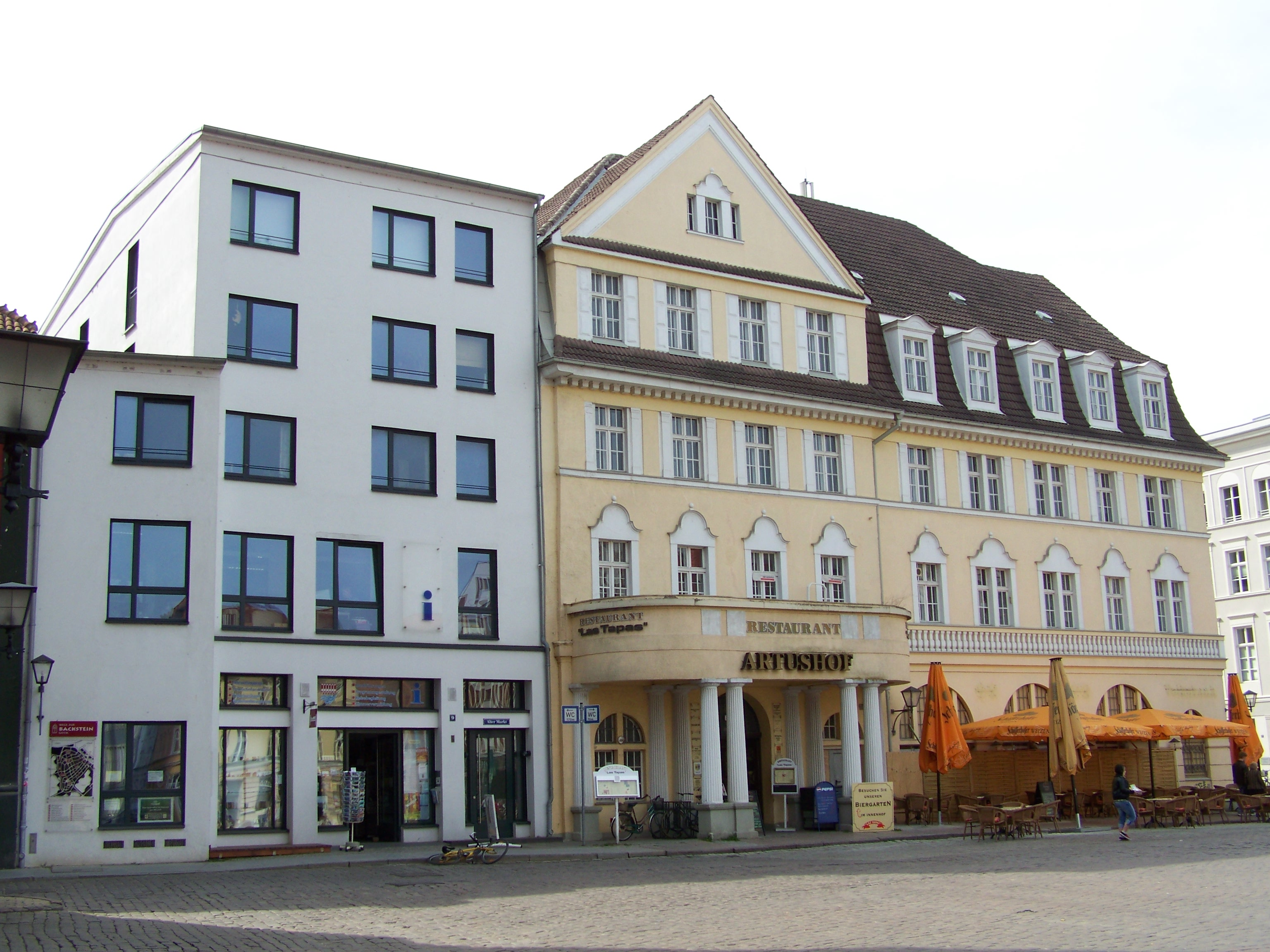
Westseite

Die Westseite des Marktes wird von nur zwei Häusern gebildet.
Das Haus Alter Markt 8 wurde nach Entwürfen Albert Viernows 1911 an Stelle der schwedischen Hauptwache als dreigeschossiger Putzbau mit Mansarddach errichtet. In Erinnerung an den einstigen Artushof Stralsund wurde das Haus wieder Artushof genannt.
Das Haus Nr. 9 wurde 1967 an Stelle eines beim Bombenangriff auf Stralsund am 6. Oktober 1944 zerstörten Gebäudes errichtet. Es beherbergt heute die Touristeninformation der Hansestadt Stralsund.

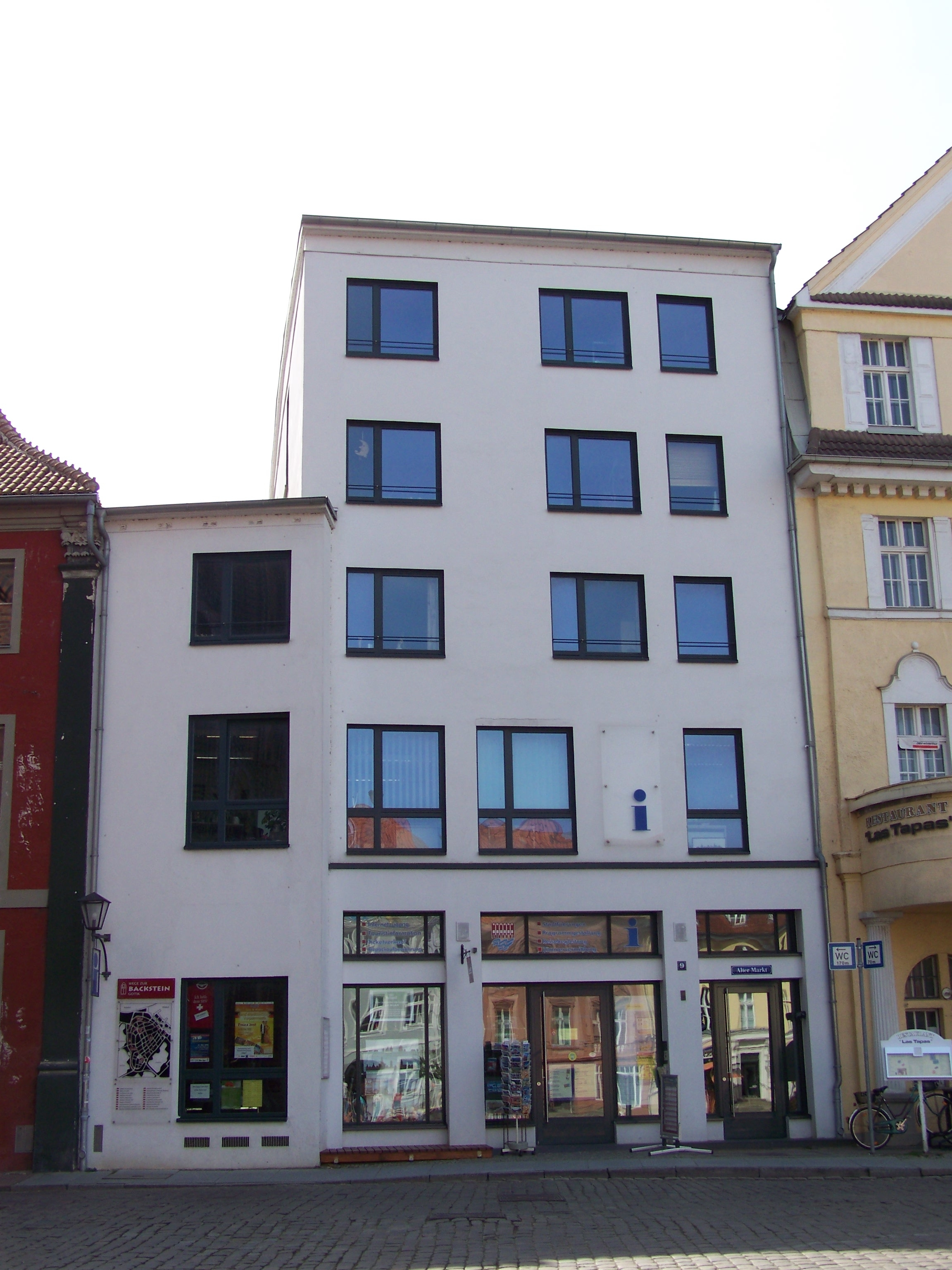
Alter Markt 9
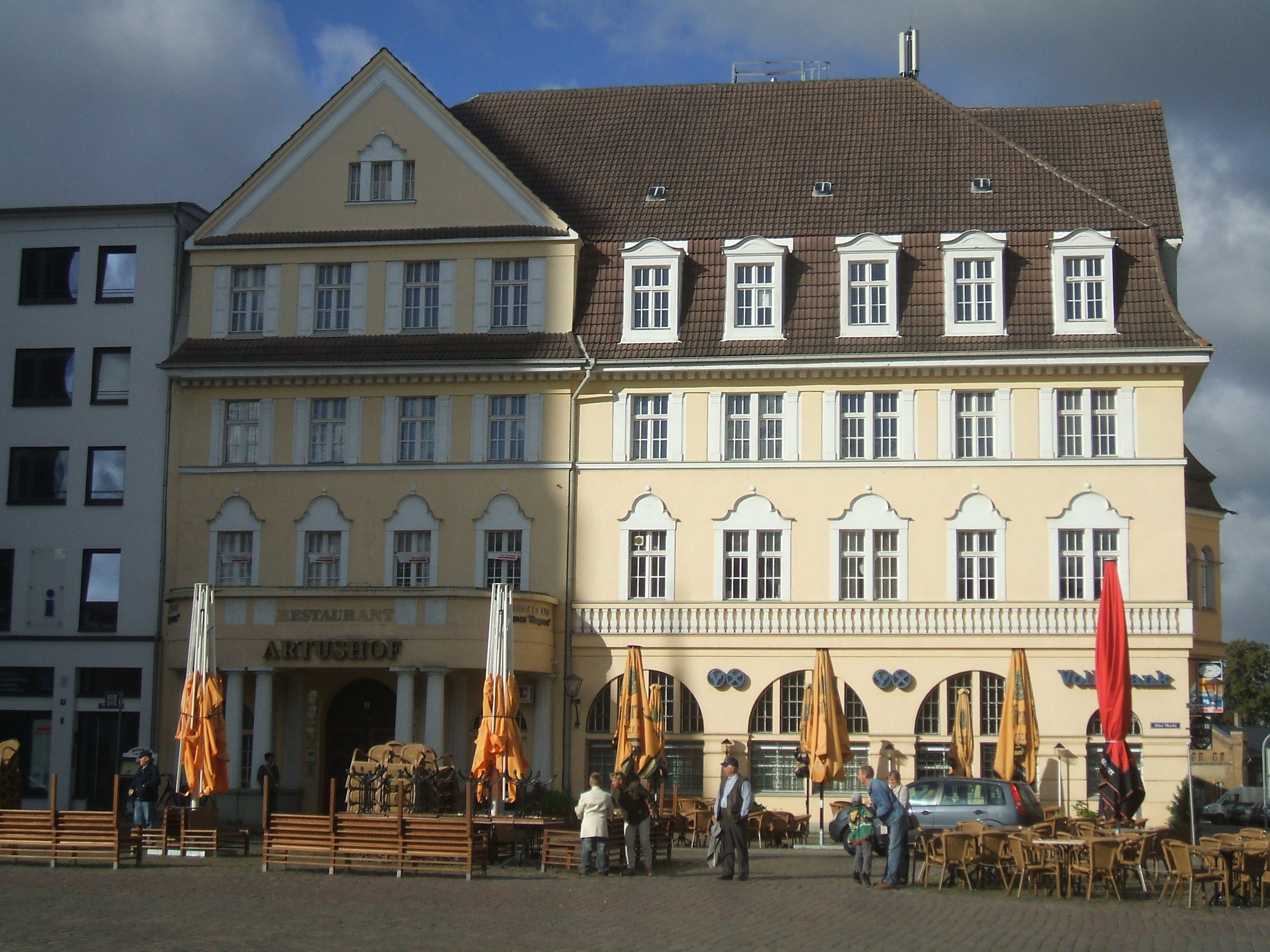
Alter Markt 8

## Denkmalschutz
Unter Denkmalschutz stehen aus verschiedenen Gründen die Gebäude Alter Markt 3 (Goldener Löwe), 4 (Gewerkschaftshaus), 5 (Wulflamhaus), 6 (Ratsapotheke), 8 (Artushof), 9 (Touristeninformation), das Rathaus, Alter Markt 10 (ex Minervahaus), 11, das Schauportal zur Nikolaikirche, Alter Markt 13, 14 (Commandantenhus) 15 und 16.
Einige der Gebäude sind Bestandteil der Schwedenstraße. Zudem bildet der Alte Markt einen Mittelpunkt des UNESCO-Welterbeobjektes Historische Altstädte Stralsund und Wismar.